# José Luiz Gomes do Amaral
José Luiz Gomes do Amaral (São Paulo, 24 de fevereiro de 1950) é médico anestesiologista e intensivista de nacionalidades brasileira e portuguesa. Foi presidente da Associação Médica Mundial e é membro titular da Academia Nacional de Medicina.

## Biografia
José Luiz Gomes do Amaral é filho de Helder Ourique do Amaral e Yara Benedicta Gomes do Amaral. Graduou-se pela Escola Paulista de Medicina (EPM), da Universidade Federal de São Paulo (UNIFESP), em 1976. Nessa instituição de ensino concluiu especialização em anestesiologia, em 1978. Dedicou-se à carreira universitária, obtendo o título de mestre em 1981, e o doutorado, em 1987. José Luiz Gomes do Amaral obteve o título superior em anestesiologia pela Sociedade Brasileira de Anestesiologia, em 1983. No ano seguinte fez especialização em terapia intensiva na Faculdade de Medicina da Universidade Louis Pasteur, em Strasbourg – França, e obteve o título de especialista em medicina intensiva pela Associação Médica Brasileira e Associação de Medicina Intensiva Brasileira, em 1990. Fez, em 1990, sua livre-docência pela Faculdade de Medicina de Botucatu da Universidade Estadual Paulista “Júlio de Mesquita Filho". Dentre os principais cargos que ocupou na EPM/Unifesp salientam-se: responsável pelo Centro de Ensino e Treinamento da Sociedade Brasileira de Anestesiologia no Hospital São Paulo (desde 1994); responsável pelo Centro de Ensino e Treinamento da AMIB no Hospital São Paulo (desde 1994); professor titular da disciplina de Anestesiologia, Dor e Terapia Intensiva do Departamento de Cirurgia (desde 1991); e pró-reitor de planejamento (2011-2012) na Escola Paulista de Medicina (UNIFESP). É superintendente de educação na Associação Paulista para o Desenvolvimento da Medicina - SPDM. 

## Atividade associativa
Tem também intensa atividade associativa. Na Sociedade Brasileira de Anestesiologia atuou como membro (1997-1999) e presidente (1999) do Comitê de Ensino e Treinamento; e membro do Comitê de Hipertermia Maligna. Foi vice-presidente da Sociedade Brasileira de Anestesiologia do Estado de São Paulo (2004-2005) e conselheiro eleito do Cremesp – Conselho Regional de Medicina do Estado de São Paulo para o período 1983-1988 (licenciado em 1983 e 1984).
Na Academia de Medicina de São Paulo exerceu a função de diretor associado do Departamento Científico (2002-2004 e 2005-2006). Na Associação Paulista de Medicina  atuou como primeiro vice-presidente (1995-1997 e 1997-1999) e presidente (1999-2001 e 2003-2005). 
Na Associação Médica Brasileira exerceu as funções de vice-presidente para a Região Centro-Sul (2003-2005) e presidente (2005-2008 e 2008-2011). José Luiz Gomes do Amaral foi eleito presidente da Associação Médica Mundial, exercendo seu mandato em 2011-2012. 
É membro titular da Academia Nacional de Medicina, empossado no dia 7 de abril de 2015 e saudado pelo colega Rubens Belfort Mattos Junior.

## Publicações
José Luiz Gomes do Amaral é autor de capítulos de livros, artigos, e editoriais em diversas revistas médicas e científicas, além de ter participado de diversas bancas de mestrado e doutorado. Na editoração de livros destacam-se:
- Falcão LFR, Amaral JLG, Silva L, Baracat EC. “Cuidados Iniciais na Organização e Atendimento a Desastres”. Barueri – SP; Manole. 2011. 130p.
- Falcão LFR, Amaral JLG, Silva L, Baracat EC. “Fundamentos de Resposta a Desastres”. Barueri – SP; Manole. 2011. 205p.
- Falcão LFR, Amaral JLG, Silva L, Baracat EC. “Suporte Avançado no Atendimento a Desastres”. Barueri – SP; Manole. 2011. 100p.
- Amaral JLG, Geretto P, Tardelli MA, Machado FR, Yamashita AM. “Anestesiologia e Medicina Intensiva”. São Paulo; Manole; 2011. 759p. (Guias de Medicina *Ambulatorial e Hospitalar da UNIFESP-EPM). ISBN: 9788520427644
- Falcão LFR, Souza CM, Munechika M, Amaral JLG. “Manual de Anestesiologia”. São Paulo: UNIFESP; 2010.
- Baracat EC, Amaral JLG. “O futuro das escolas médicas no Brasil”. São Paulo: Manole; 2010. ISBN 987-85-98416-74-8
- Baracat EC, Silva L, Amaral JLG. “Atualização em Saúde da Família”. São Paulo: Manole; 2010. (Educação Médica Continuada AMB). ISBN: 9788598416878
- Falcão LFR, Costa LH, Amaral JLG. “Emergências fundamentos & práticas”. São Paulo: Martinari ; 2010. ISBN: 8589788768
- Silva HC, Tsanaclis AM, Amaral JLG. “Hipertermia maligna”. São Paulo: Atheneu; 2009. 268p. ISBN : 9788573798.
- Martins HS, Zamboni V, Velasco IT, Baracat EC, Silva L, Amaral JLG. “Atualização em emergências médicas”. São Paulo: Manole; 2009. (Educação Médica Continuada *AMB). ISBN: 9788598416656
- Falcão LFR, Guimarães HP, Amaral JLG. “Medicina Intensiva para Graduação”. Liga de Anestesiologia, Dor e Terapia Intensiva da Universidade Federal de São Paulo *EPM - UNIFESP. São Paulo: Atheneu; 2006.
- Frisoli Júnior A, Lopes AC, Amaral JLG, Blum VF, Ferraro JR. “Emergências: manual de diagnósticos e tratamento”. 2ª ed. São Paulo: Sarvier; 2003. 736p. ISBN: 85-7378-135-1
- Carvalho WB, Bonassa J, Carvalho CR, Amaral JLG, Beppu OS, Auler JO. “Atualização em ventilação pulmonar mecânica”. São Paulo: Atheneu; 1997. 281p. ISBN:8573790164
- Amaral JLG. “Sedação, analgesia e bloqueio neuromuscular em UTI”. São Paulo: Atheneu; 1996. 255 p. (CBMI- Clínicas Brasileiras de Medicina Intensiva). ISBN10:857379416X
- Braz JR, Auler Jr AO, Amaral JLG, Coriat P. “O sistema cardiovascular e a anestesia”. São Paulo: Editora UNESP; 1996. 360 p. ISBN: 8571391416
- Frizoli A, Lopes AC, Amaral JLG, Ferraro JR, Blum VF, editores. “Emergências: manual de diagnóstico e tratamento”. São Paulo: Sarvier; 1995. 713 p.